# Hoya chlorantha
Hoya chlorantha ist eine Pflanzenart der Gattung der Wachsblumen (Hoya) aus der Unterfamilie der Seidenpflanzengewächse (Asclepiadoideae).

## Merkmale
Hoya chlorantha ist eine epiphytische, kletternde Pflanze mit dünnen, 2 mm dicken Trieben. Die hellgrünen Blätter sind gestielt, die Blattstiele sind 8 bis 10 mm lang. Die Internodien sind mehr als 10 cm lang. Die dicken, ledrigen Blattspreiten sind elliptisch-lanzettlich, 7 bis 10 cm lang und 1,5 bis 2 cm breit. Der Apex ist gespitzt, die Basis ist keilförmig bis spitz. Die Spreiten haben eine glänzende Ober- und Unterseite. Die hellere Blattnervatur ist fiedrig. Die Sekundäradern (4 bis 5 auf jeder Seite) und die Adern niedriger Ordnung bilden ein netzartiges Geflecht, das wie die Sekundäradern nur auf der Blattunterseite etwas deutlicher hervortritt. Die Mittelrippe ist rinnig vertieft.
Der doldenförmige Blütenstand enthält 12 bis 25 Blüten und hängt nach unten. Die Oberseite ist nur schwach gewölbt. Der Blütenstandsstiel ist 5 bis 6 cm lang. Die Blütenstiele sind 3 bis 4 cm lang, beide Stiele sind recht dünn. Die Blütenstandsstiele dieser Art tragen nur einmal Blüten (und evtl. Früchte) und werden danach abgeworfen. Neue Blütenstandsstiele bilden sich unmittelbar neben der Narbe des abgeworfenen Blütenstandsstiels. Mit den Jahren entsteht aus den Narben der abgefallenen Blütenstandsstielen eine längliche knotenförmige Verdickung. Die Triebe mit neuen Blütenständen entwickeln sich axillar, bilden einige Blattpaare aus und endständig bildet sich der neue Blütenstand. In der nächsten Vegetationsperiode entsteht aus dem obersten Blattpaar wiederum ein Trieb, der wiederum endständig einen neuen Blütenstand bildet. Die radförmige, grünlich-gelbe Blütenkrone hat ausgebreitet einen Durchmesser von 15 bis 20 mm, geschlossen (Knospe) von 12 mm im Durchmesser. Es soll auch eine Variation mit einer bräunlichen Blütenkrone geben (Somadee & Kühne). Die Kelchblätter sind lanzettlich und an den Rändern bewimpert. Die Kronblätter sind in der unteren Hälfte verwachsen. Die Kronblattzipfel sind 7 mm lang, dreieckig mit stark umgebogener, zipfeliger Spitze. Sie sind außen kahl, innen flaumig behaart. Die Nebenkrone ist gelblich. Die Nebenkronenzipfel sind eiförmig. Die Blüten sind stark duftend.

## Geographische Verbreitung und Habitat
Das Verbreitungsgebiet der Art sind die Inseln Upolu und Savaiʻi, Samoa. Sie klettert hoch in Bäume. Sie wurde im Verbreitungsgebiet bis auf 750 Meter über Meereshöhe gefunden.

## Taxonomie
Das Taxon wurde von Karl Rechinger 1908 beschrieben. Die Typen wurden im Mai 1905 (No. 356, Rechinger) und Juli 1905 (No. 1874, Rechinger) von Rechinger gesammelt. Sie werden im Naturhistorischen Museum Wien aufbewahrt. W. Arthur Whistler synonymisierte das Taxon mit Hoya betchei Schltr. Darin sind ihm andere Autoren nicht gefolgt. Plants of the World online akzeptiert Hoya chlorantha als gültiges Taxon.